# Humbergturm
Der Humbergturm ist ein Aussichtsturm auf dem 427,9 m ü. NHN hohen Großen Humberg im Süden der Stadt Kaiserslautern. Er steht etwa 250 m westsüdwestlich des Gipfels auf einer Freifläche in ca. 424 m Höhe.

## Geschichte
1896 wurde die Idee zum Turmbau auf dem Humberg, der damals schon ein beliebter Aussichtsberg der Kaiserslauterer Bürger war, aufgegriffen. Dazu gründeten Bürger der Stadt Kaiserslautern den Humberg-Verein mit dem Ziel, die Finanzierung und den Bau eines Aussichtsturms zu realisieren. Zu den Gründungsmitgliedern zählten der Nähmaschinenfabrikant Georg Pfaff, Bürgermeister Theodor Orth, die Kommerzienräte Pfeiffer und Karcher sowie der Malzfabrikant Gelbert.
Der Turm wurde nach den Plänen des Architekten Ludwig von Stempel gebaut, der sich mit einigen öffentlichen Gebäuden der Stadt bereits einen Namen gemacht hatte. Im Frühjahr 1899 war Baubeginn. Das Baumaterial wurde vor Ort vom felsigen Plateau des Humbergs gebrochen. Noch im Jahr des Baubeginns stürzte der Turm ein. Am 2. September 1900 wurde der Turm eingeweiht.

## Baustil
Der Humbergturm ist ein für den Historismus typischer monumentaler Sandsteinquaderbau. Er hat eine Höhe von 35,8 Metern, seine Aussichtsplattform liegt 28,2 Meter über dem Erdboden. Die Wendeltreppe im Inneren hat 130 Stufen, dazu kommen die 33 Stufen der Außentreppe am Sockel.

## Trägerverein
1909 löste sich der damalige Humberg-Verein auf. Turm und Vereinsvermögen gingen in den Besitz der Stadt Kaiserslautern über. 2001 gründete sich der Humbergturm-Verein Kaiserslautern e.V. mit dem Vorhaben, den Turm und seine Attraktivität als Wanderziel zu erhalten.

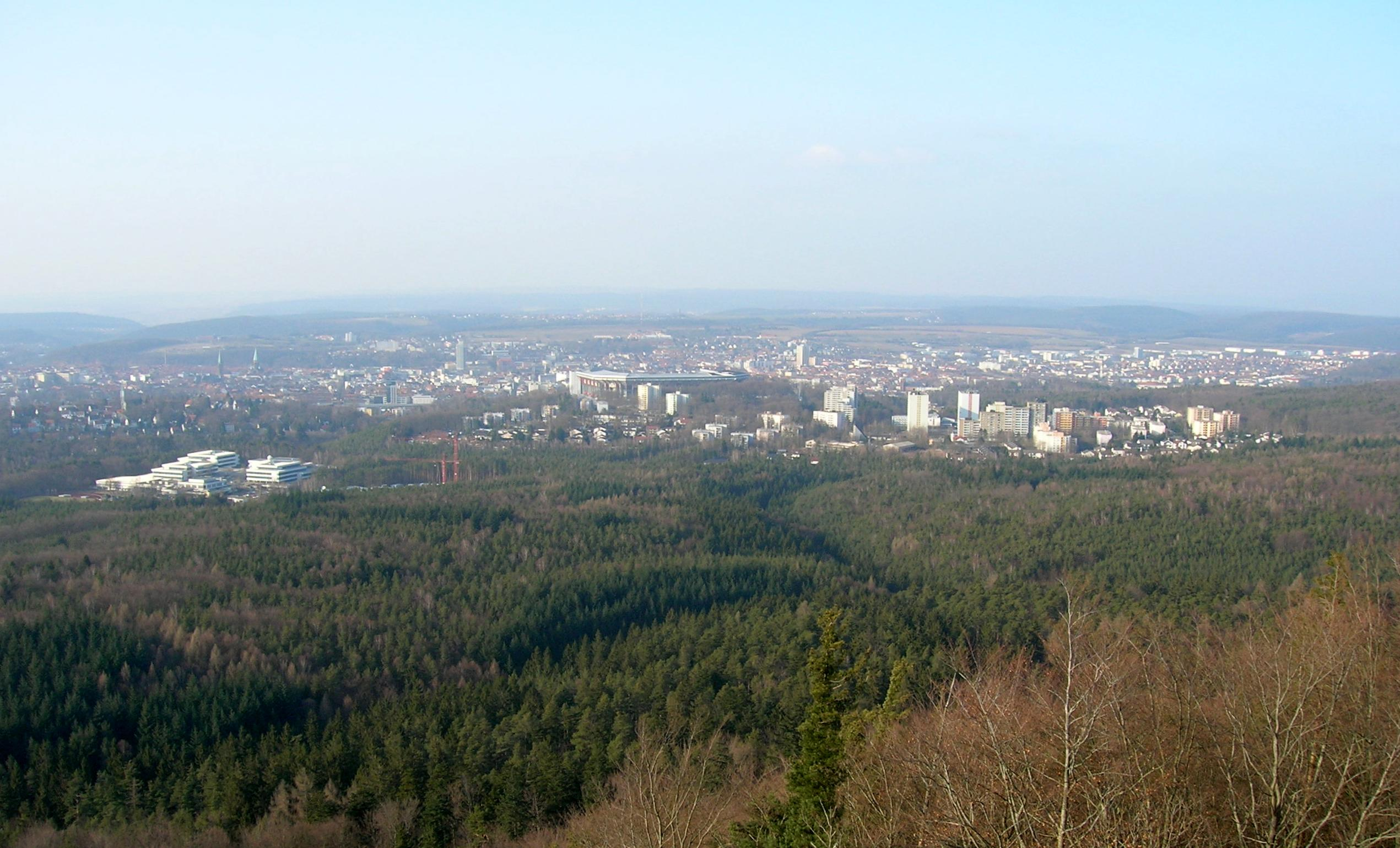
Blick vom Humbergturm auf die Stadt Kaiserslautern

## Tourismus
Der Wanderweg Wanderlaus führt am Turm vorbei.